# Samban
Samban is een bestuurslaag in het regentschap Semarang van de provincie Midden-Java, Indonesië. Samban telt 3612 inwoners (volkstelling 2010).